# ماثيو رايت (لاعب دوري الرغبي)
ماثيو رايت (بالإنجليزية: Matthew Wright)‏ هو لاعب دوري الرغبي نيوزيلندي، ولد في 30 يناير 1991 في أوكلاند في نيوزيلندا.